# Danuriella marojejyensis
Danuriella marojejyensis är en bönsyrseart som beskrevs av Renaud Maurice Adrien Paulian 1961. Danuriella marojejyensis ingår i släktet Danuriella och familjen Mantidae. Inga underarter finns listade i Catalogue of Life.